# Alceo Magnanini
Alceo Magnanini (São Paulo, 26 de outubro de 1925 - Rio de Janeiro, 11 de junho de 2022) foi um agrônomo, ambientalista, professor, ativista, escritor e professor brasileiro. Magnanini é reconhecido como um dos pioneiros da conservação ambiental no Brasil, de grande legado nas políticas públicas ambientais do país.

## Biografia
Em 1935, ainda criança, deixou a cidade de São Paulo e mudou-se com apenas 8 anos junto com os seus pais para o Rio de Janeiro (então capital federal). Fixaria residência no bairro da Tijuca, além de fazer sua carreira profissional neste estado.
Formado em agronomia, Alceo cursou durante três anos no Rio de Janeiro a Escola Nacional de Agronomia, na Praia Vermelha e, em seguida, um ano na Universidade Federal Rural do Rio de Janeiro, onde concluiu o curso, em 1948. Posteriormente especializou-se em ecologia e conservação da natureza; realizou diversos cursos no Brasil e nos Estados Unidos sobre Zoologia, Ecologia, Biogeografia, Edafologia e o renomado Forestry Leadership e Administration on National Parks and Equivalent Areas.
Em 1947 entra para o Instituto Brasileiro de Geografia e Estatística (IBGE), onde como geógrafo integra o quadro permanente do Conselho Nacional de Geografia (CNG), conselho este que havia sido criado três anos antes. Ainda no IBGE participaria do grupo incumbido de desenvolver estudos sobre biogeografia neste instituto. Participou, ainda, da equipe de delimitação da parte sul da Amazônia. Trabalhou por cinco anos no instituto.
Já em 1952 é aprovado em concurso público para integrar o Instituto de Pesquisas Jardim Botânico do Rio de Janeiro, tornando-se funcionário público de carreira. Em 1956 é remanejado para o Serviço Florestal do Ministério da Agricultura, onde torna-se chefe do setor de Pesquisas Florestais.
Nos anos 1960, elaborou a primeira lista de animais ameaçados de extinção. Durante o governo do presidente Juscelino Kubitschek foi nomeado secretário-executivo da campanha de educação florestal, com apoio de Assis Chateaubriand e ministros de diversas pastas.
Quando a sede do Serviço Florestal foi transferida do Rio de Janeiro para Brasília, Magnanini recebeu ordem de mandar a metade da biblioteca do Jardim Botânico do Rio de Janeiro para a nova sede. Apesar de discordar da ordem recebida, pois para ele um acervo como aquele não se separava, Magnanini cumpriu a ordem e decidiu que a parte do acervo que fossem sobre flora ou botânica ficariam no Rio e os que fossem sobre parques nacionais, reservas biológicas ou sobre assuntos florestais iriam para Brasília. Tempos depois a biblioteca da sede de Brasília sofreu um incêndio e consumiu todo o acervo enviado para o Serviço Florestal.
Junto com Maria Tereza Jorge Pádua foi responsável pela criação de várias Unidades de Conservação (UC) no país. Em 1961 seria o primeiro chefe do Parque Nacional da Tijuca, na cidade do Rio de Janeiro, segundo publicação do perfil oficial do parque no Instagram, no Parque Nacional da Tijuca, Magnanini se empenhou para que a Floresta da Tijuca e outras florestas da região de entorno estivessem reunidas e protegidas sob um Parque Nacional; foi ele quem incorporou, ao projeto inicial do Parque os trechos da Pedra da Gávea, a Pedra Bonita e a Serra da Carioca. Magnanini foi uma das principais forças por trás da realização do sonho de Castro Maya de transformar a Floresta da Tijuca em Parque Nacional.
Foi um dos organizadores dos trabalhos que dariam origem ao Código Nacional Florestal, de 1965 (lei 4.771/1965, alterada em 2012). Uma legislação que trazia, à época, a vanguarda da proteção ambiental no mundo. Magnanini criticou decisões governamentais precipitadas, como a decisão do Ministério da Saúde de combater a malária na Amazônia derramando 200 toneladas de DDT sobre os igarapés da floresta; ou  tentar extinguir o mosquito transmissor da doença em Minas Gerais derrubando toda mata que ficasse a menos de 3 km das cidades do estado, mesmo as ciliares, nas margens dos rios, tudo porque ouviu-se dizer que o raio de ação do mosquito era de 2,5 quilômetros.
Como ambientalista e técnico criticou os traçados escolhidos para a construção das rodovias BR-101 e da Rodovia Belém-Brasília, sobre esta última afirmava que o traçado foi determinado sem estudo nenhum, que o mais racional seria ter feito uma análise dos solos das diversas regiões e depois interligar os melhores solos agrícolas com a rodovia, estabelecendo as chamadas "agrovias".
Em 1972 foi escolhido como representante do Ministério da Agricultura na Conferência de Estocolmo sobre o Meio Ambiente, todavia, por divergências ambientais com o Governo, posteriormente seria excluído da comissão oficial. Mesmo assim iria a Estocolmo, não como representante do Governo, mas na condição de cidadão, pois paralelamente a Conferência, a World Wide Fund for Nature (WWF) realizou uma reunião só de estudantes, a Bioeco-72, independente de governos; nela Magnanini criticou o desmatamento na Amazônia. Na época Magnanini era diretor no Instituto Brasileiro de Desenvolvimento Florestal e cuidava do departamento dos impactos nacionais e da conservação da natureza.
Alceo Magnanini, com o primatólogo Adelmar Coimbra Filho, participou dos esforços para salvar uma espécie símbolo da mata atlântica, o mico-leão-dourado, quando o animal estava no limiar de desaparecer na natureza. Em 1974 o trabalho deles levou à criação da Reserva Biológica Poço das Antas, no município de Silva Jardim, no estado do Rio de Janeiro, considerada a primeira unidade de conservação desse tipo no Brasil.
Em 1975, para o Governo do Estado do Rio de Janeiro, o ambientalista auxiliou na criação da Fundação Estadual de Engenharia do Meio Ambiente (FEEMA) e atuou durante 10 anos no Instituto Estadual de Florestas (IEF-RJ).
Sua luta pela preservação dos ecossistemas das restingas levou ao processo de criação da Reserva da Barra da Tijuca, a Zona Oeste do município do Rio de Janeiro. Em 1990 era vice-presidente da Fundação Brasileira para Conservação da Natureza (FBCN).
Em 2011, apesar de sua avançada idade (86 anos), Alceo Magnanini ainda atuava profissionalmente como consultor e assessor técnico da Diretoria de Biodiversidade e Áreas Protegidas do Instituto Estadual do Ambiente (INEA), órgão do Governo do Estado do Rio de Janeiro, vinculado à Secretaria Estadual do Meio Ambiente. Foi servidor público por mais de 70 anos.
Alceo Magnanini, ao longo de sua vida, escreveu mais de 170 livros e artigos, principalmente em órgãos públicos nos quais esteve vinculado, como o IBGE e o Jardim Botânico do Rio de Janeiro. Escreveu os primeiros trabalhos quantitativos de perda de ecossistemas no Brasil. Destacado ambientalista brasileiro, no campo das políticas públicas recebeu homenagens variadas. Magnanini foi professor na Universidade Federal do Rio de Janeiro.
Em 2019, em uma de suas últimas entrevistas, Alceo Magnanini, então com 93 anos, lamentou-se sobre a atual situação ambiental do país. “Quem não se preocupa com o meio ambiente, com a natureza, passou a dominar as ações hoje em dia. Em prol de lucro, vale tudo”.
Alceo Magnanini estava com o esquema vacinal completo, mas contraiu Covid-19 e teve uma parada cardiopulmonar. O sepultamento aconteceu no dia 12 de junho de 2021, no distrito da Posse, no Cemitério Jurity da localidade do Brejal, área rural da cidade de Petrópolis, cercada por uma rica biodiversidade, em homenagem ao seu papel incansável na proteção dos patrimônios naturais fluminenses e brasileiros.
Alceo Magnanini teve quatro filhos: Flávio, Eduardo, Cristina e Ricardo (este último já falecido). Também deixou as netas Lígia, Samantha e Luisa, as bisnetas Clara e Júlia.

## Homenagens
Ainda em vida recebeu o Prêmio Ford Morors Company de Conservação Internacional, realizado em parceria da Ford do Brasil com a Conservação Internacional (CI-Brasil), prêmio este lançado em 1996 com o objetivo de destacar anualmente os projetos mais importantes para a conservação da biodiversidade e promoção do desenvolvimento sustentável.
Também recebeu a Medalha Pedro Ernesto, considerada a comenda máxima do município do Rio de Janeiro, é a mais alta honraria concedida pela Câmara Municipal do Rio de Janeiro. A justificativa para receber a medalha foi o seu trabalho na proteção do meio ambiente.
O auditório da sede do Instituto Estadual do Ambiente (INEA), da Secretaria de Estado do Ambiente e Sustentabilidade, na capital fluminense, também leva seu nome.
Em sua homenagem, já há alguns anos, a biblioteca do Parque Nacional da Tijuca tem o nome de Alceo, como um reconhecimento de sua importância para esta Unidade de Conservação.
Uma exposição está prevista para ser inaugurada no ano de 2023 no Museu Histórico da Cidade do Rio de Janeiro em homenagem ao legado da dupla Adelmar Coimbra-Filho (1924 – 2016) e Alceo Magnanini, considerados um dos pioneiros do ambientalismo no Rio de Janeiro e no Brasil, e que trabalharam juntos inúmeras vezes ao longo de suas vidas.